# Рауль Дьянь
Рауль Дьянь (фр. Raoul Diagne; нар. 10 листопада 1910, Сен-Лоран-дю-Мароні, Французька Гвіана — пом. 10 листопада 2002, Кретей, Франція) — французький футболіст, що грав на позиції захисника. Перший чорношкірий гравець у складі збірної Франції. Учасник третього чемпіонату світу.

## Біографія
Блез Дьянь, батько Рауля, народився у Сенегалі. Працював на різних посадах в заморських колоніальних адміністраціях (Дагомея, Конго, Реюньйон, Мадагаскар, Гвіана). З 1914 року — депутат Національних зборів Франції.
Рауль народився у Сен-Лоран-дю-Мароні (Французька Гвіана). Освіту здобув у Франції. У дорослому футболі дебютував 1930 року виступами за команду «Расінг» (Париж).
Найуспішнішим став сезон 1935/36, під керівництвом англійського фахівця Джорджа Кімптона «Расінгу» вдалося зробити дубль. У підсумковій таблиці чемпіонату парижани набрали на три пункти більше від «Олімпіка» з Лілля, а в фіналі національного кубка здобули мінімальну перемогу над командою другого дивізіону «Шарлевіль» (1:0). Основний голкіпер «Расінга» Рудольф Гіден отримав травму і половину переможного сезону Рауль Дьянь виступав на його позиції.
В наступних сезонах клуб ще двічі св'яткував перемоги у кубку Франції, у вирішальних поєдинках столична команда була сильнішою від: 1938/39 — «Олімпіка» з Лілля (3:1) і 1939/40 — «Олімпіка» з Марселя (2:1). У трьох фіналах брали участь п'ять футболістів: Рудольф Гіден, Моріс Дюпюї, Рауль Дьянь, Огюст Жордан і Жуль Мате. За десять сезонів, у складі столичного клубу, провів 175 лігових матчів (7 забитих м'ячів), у кубку — 34 матчі.
У складі національної команди дебютував 15 лютого 1931 року проти збірної Чехословаччини (1:2). В наступні роки періодично залучався до лав головної команди країни. Ситуація змінилася навесні 1938 року. Рауль Дьянь провів дві товариські гри і потрапив до заявки світову першість.
Третій чемпіонат світу приймала Франція. У першому матчі Жан Ніколя і Еміль Венант тричі відзначилися у воротах голкіпера збірної Бельгії, і остаточний рахунок гри — 3:1. Але вже в чвертьфіналі «рідні стіни» не допомогли французам. Перший тайм зі збірною Італії завершився внічию, а в другій половині гри не вдалося втримати Сільвіо Піолу. До складу збірної залучався протягом наступних двох років. Провів відносно невелику кількість матчів — всього вісімнадцять.
У роки Другої світової війни проводився лише кубок, а також різноманітні регіональні турніри. У цей час захищав кольори «Тулузи», «Ансі» і регіональної команди «Тулуза-Піренеї». У другій половині 40-х років виступав за збірну Ніцци (1945—1947) і сенегальський клуб «Уніон спортіве» з Горе (1947—1949).
У 50-х роках тренував декілька команд з Бельгії, Алжиру і Франції. Протягом двох років очолював національну збірну Сенегалу.
Помер 10 листопада 2002 року на 93-му році життя у місті Кретей. У Сенегалі вважається першим сенегальським футболістом світового рівня.

## Досягнення
- Чемпіон Франції (1):

«Расінг»: 1936
- Володар Кубка Франції (3):

«Расінг»: 1936, 1939, 1940

## Статистика
Статистика виступів в офіційних матчах:
| Сезон             | Команда           | Чемпіонат         | Чемпіонат | Чемпіонат | Кубок | Кубок | Збірна | Збірна |
| Сезон             | Команда           | Ліга              | Ігри      | Голи      | Ігри  | Голи  | Ігри   | Голи   |
| ----------------- | ----------------- | ----------------- | --------- | --------- | ----- | ----- | ------ | ------ |
| 1930/31           | «Расінг»          | —                 | —         | —         | 2     | 0     | 1      | 0      |
| 1931/32           | «Расінг»          | —                 | —         | —         | 4     | 0     | —      | —      |
| 1932/33           | «Расінг»          | Д-1               | 14        | 2         | 3     | 0     | 1      | 0      |
| 1933/34           | «Расінг»          | Д-1               | 23        | 0         | 3     | 0     | —      | —      |
| 1934/35           | «Расінг»          | Д-1               | 25        | 1         | 2     | 0     | 1      | 0      |
| 1935/36           | «Расінг»          | Д-1               | 28        | 0         | 7     | 0     | 2      | 0      |
| 1936/37           | «Расінг»          | Д-1               | 28        | 1         | 4     | 0     | 4      | 0      |
| 1937/38           | «Расінг»          | Д-1               | 28        | 2         | 3     | 0     | 4      | 0      |
| 1938/39           | «Расінг»          | Д-1               | 29        | 1         | 6     | 0     | 4      | 0      |
| 1939/40           | «Расінг»          | —                 | —         | —         | 1     | 0     | 1      | 0      |
| 1940/41           | «Тулуза»          | —                 | —         | —         | 6     | 0     | —      | —      |
| 1941/42           | «Тулуза»          | —                 | —         | —         | 3     | 0     | —      | —      |
| 1942/43           | «Ансі»            | —                 | —         | —         | 2     | 0     | —      | —      |
| Усього за кар'єру | Усього за кар'єру | Усього за кар'єру | 175       | 7         | 46    | 0     | 18     | 0      |

Статистика виступів на чемпіонаті світу:
| 1/8 фіналу 5 червня 1938 |

| Франція                   | 3 — 1 | Бельгія      |
| ------------------------- | ----- | ------------ |
| Венант 1' Ніколя 11', 69' | Звіт  | Ісемборг 19' |

| «Олімпійський стадіон Ів дю Мануар» (Коломб) Глядачів: 30 454 |

Франція: Лоран Ді Лорто, Ектор Касенаве, Етьєн Маттле (), Жан Бастьєн, Огюст Жордан, Рауль Дьянь, Альфред Астон, Оскар Ессерер, Жан Ніколя, Едмон Дельфур, Еміль Венант. Тренер — Гастон Барро.
Бельгія: Арнольд Баджу, Робер Паверік, Корнель Сейс, Жан ван Альфен, Еміль Стейнен (), Альфонс Де Вінтер, Шарль Ванден Ваувер, Бернар Ворхоф, Анрі Ісемборг, Раймон Брен, Нан Буйле. Тренер — Джек Батлер.
| 1/4 фіналу 12 червня 1938 |

| Франція     | 1 — 3 | Італія                      |
| ----------- | ----- | --------------------------- |
| Ессерер 10' | Звіт  | Колауссі 10' Піола 52', 72' |

| «Олімпійський стадіон Ів дю Мануар» (Коломб) Глядачів: 58 455 |

Франція: Лоран Ді Лорто, Ектор Касенаве, Етьєн Маттле (), Жан Бастьєн, Огюст Жордан, Рауль Дьянь, Альфред Астон, Оскар Ессерер, Жан Ніколя, Едмон Дельфур, Еміль Венант. Тренер — Гастон Барро.
Італія: Альдо Олів'єрі, Альфредо Фоні, П'єтро Рава, П'єтро Серантоні, Мікеле Андреоло, Уго Локателлі, Амедео Б'яваті, Джузеппе Меацца (), Сільвіо Піола, Джованні Феррарі, Джино Колауссі. Тренер — Вітторіо Поццо.